# Richard Pacheco
Richard Pacheco, pseudonimo di Howard Marc Gordon (Chelsea, 5 maggio 1948), è un ex attore pornografico e regista pornografico statunitense.
Si ritirò dall'industria del porno a metà anni ottanta. Partecipò a più di 100 film a luci rosse. In carriera ha ricevuto vari premi nell'industria del porno come Miglior attore, Miglior attore non protagonista, e Miglior regista. Nel 1979 fu Man of the Year della rivista Playgirl, con il nome Howie Gordon.

## Carriera
Gordon debuttò come attore pornografico verso la fine degli studi presso l'Antioch College, in Ohio, in una produzione amatoriale studentesca. Dopo il diploma, si trasferì a Berkeley, in California, a vivere in una comune hippy. Nel 1971, incontrò quella che sarebbe diventata sua moglie, Carly, e la coppia si sposò nel 1975. Nel 1978, gli venne offerto il primo lavoro professionale retribuito in un film porno intitolato Candy Stripers, nel quale recitò con lo pseudonimo "McKinley Howard". Da lì in avanti iniziò a utilizzare vari nomi d'arte fino a quando recitò in Femmine scatenate (Talk Dirty to Me) di Anthony Spinelli (1980), dove iniziò a farsi chiamare "Richard Pacheco". Quando il film si rivelò un grosso successo, decise di adottare definitivamente questo come nome d'arte nell'ambiente.
A partire dal novembre 1984, Pacheco si rifiutò di girare scene di sesso senza preservativo in reazione alle preoccupazioni di sua moglie circa i crescenti pericoli dell'AIDS. Questa scelta gli costò la perdita di molte offerte di lavoro, e alla fine lo costrinse a ritirarsi dalle scene. Quindi lavorò come assistente regista di John Leslie fino al 1986. Egli stesso come regista diresse un solo film, Careful, He May Be Watching (1987), con Seka, ma questa unica opera gli fece comunque vincere il premio di Miglior regista alla cerimonia degli AVN Awards del 1988.
Altri suoi premi e riconoscimenti in carriera includono: Adult Film Association of America Award al miglior attore non protagonista per Femmine scatenate (1980) e Nothing to Hide (1981), il NY Critics Adult Film 1981 Award come miglior attore in Nothing To Hide, e miglior attore non protagonista per The Dancers, AVN Awards come Miglior attore per Irresistible, e Best Couples Sex Scene - Video (con Nina Hartley, 1989).
Nel gennaio 1999 Pacheco è stato inserito nella AVN Hall of Fame, insieme a Bob Chinn e Annie Sprinkle.
Dopo aver lasciato il mondo della pornografia, ha iniziato l'attività di scrittore ed è stato autore di numerosi articoli e saggi sull'industria dei film harcore e sui collegamenti dell'ambiente con l'AIDS.

## Filmografia
Attore
- Second Skin (1991)
- Sensual Escape (1991)
- Portrait of a Nymph (1990)
- Pretty Peaches 3: The Quest (Video, 1989)
- The Chameleon (1989)
- Who Shaved Lynn LeMay? (1989)
- Mad Love (1989)
- "Boom-Boom" Valdez (Video, 1988)
- Goin' Down Slow (Video, 1988)
- Lethal Woman 2 (1988)
- Nina's Knockouts (Video, 1988)
- Once Upon a Temptress (Video, 1988)
- Our Dinner with Andrea (Video, 1988)
- Portrait of an Affair (Video, 1988)
- The Final Taboo (Video, 1988)
- Sweat 2 (Video, 1988)
- Debbie Duz Dishes III (1987)
- Lethal Woman (1987)
- Rockin' Erotica (Video, 1987)
- Tailspin (Video, 1987)
- The Insatiable Hyapatia Lee (Video, 1987)
- Summer of '72 (1987)
- The Huntress (Video, 1987)
- The Red Garter (Video, 1986)
- Viziose rivelazioni (1986)
- Anal Annie and the Willing Husbands (Video, 1985)
- Anal Annie Just Can't Say No (1985)
- Bad Girls III (Video, 1985)
- Blonde Heat (The Case of the Maltese Dildo) (1985)
- For Love and Lust (1985)
- Sex Wars (1985)
- The Erotic World of Linda Wong (Video, 1985)
- Vergini corpi frementi (Ten Little Maidens), regia di John Seeman (1985)
- With Love, Loni (1985)
- Passions (1985)
- Naughty Girls Need Love Too (1985)
- Las Vegas Hustle (1984)
- L'Eurofestival del cazzo (Video, 1984)
- Sex Play (1984)
- Spectators (Video, 1984)
- Eighth Erotic Film Festival (1983)
- Swedish Erotica 46 (1983)
- The Mistress (1983)
- Le sexy infermiere (Up 'n' Coming), regia di Stu Segall (1983)
- Irresistible (1982)
- Sexloose (1982)
- Grida di piacere (1982)
- Between the Sheets (1981)
- Nothing to Hide (1981)
- Please... Mr. Postman (1981)
- Profondo erotico (1981)
- The Dancers (1981)
- The Seven Seductions (1981)
- Bad Girls (1981)
- High School Memories (1981)
- Aunt Peg's Fulfillment (1981)
- Vista Valley PTA (1981)
- Garage Girls (1980)
- Skin on Skin (1980)
- Sunny Days (1980)
- Femmine scatenate (Talk Dirty to Me), regia di Anthony Spinelli (1980)
- Insatiable, regia di Stu Segall (1980)
- The Sensuous Detective (1980)
- Female Athletes (1980)
- Randy (1980)
- Baby Love and Beau (1979)
- Candy la super viziosa (Candy Goes to Hollywood), regia di Gail Palmer (1979) (Accreditato come Howie Gordon)
- Hot Legs (1979)
- Intimità bagnate (1979)
- Screwples (1979)
- Tangerine (1979)
- Inside Désirée Cousteau (1979)
- Le deliranti avventure erotiche dell'agente speciale Margò (Up!), regia di Russ Meyer (1978) (Non accreditato)
- Easy (1978)
- Hot & Saucy Pizza Girls (1978)
- I porno incontri (1978)
- Marisa (1978)
- Sweet Sister (1978)
- Teenage Van Dolls (1978)
- Telefantasy (1978)
- Candy Stripers, regia di Bob Chinn (1978)

Regista
- Careful, He May Be Watching (1987)

## Opere
- Hindsight: True Love & Mischief in the Golden Age of Porn, Albany, GA: BearManor Media, ISBN 978-1593937492.